# 19-й Нью-Йоркский пехотный полк
19-й Нью-Йоркский пехотный полк (англ. 19th New York Infantry Regiment, также Seward Infantry) — представлял собой один из пехотных полков армии Союза во время Гражданской войны в США. Полк был набран в мае 1861 года, но не принимал участия в крупных сражениях и был расформирован в декабре того же года либо феврале 1862.

## Формирование
Полк был сформирован в Элмайре в мае 1861 года. Его роты были набраны в округе Кайюга, кроме одной роты, набранной в Сенеке. 22 мая 1861 года он был принят на службу в федеральную армию сроком на 3 месяца. Его первым командиром стал полковник Джон Кларк, подполковником — Сьюард, майором — Джеймс Ледли.

## Боевой путь
5 июня полк покинул штат, отправился в Вашингтон и до начала июля находился на Калорамских высотах. Оттуда он был направлен в долину Шенандоа, где 6 июля его включили в бригаду Сэндфорда, которая стояла в Мартинсберге. 11 июля бригаду возглавил Даниель Баттерфилд. 12 июля полк был направлен в Харперс-Ферри и до конца июля использовался для охранения Боливарских высот и Мерилендских высот.
29 июля полк был переведён в 1-ю бригаду (Джорджа Томаса) департамента Шенандоа. 17 августа части этого департамента были переформированы в дивизию Натаниеля Бэнкса.
В августе у рядовых полка истекли сроки службы, но им было предложено перезаписаться на двухлетний срок. Это вызвало бунт: 206 человек отказались принимать эти условия, и в результате 23 человека были арестованы и сосланы на остров Драй-Тортугас. Полковник Кларк и подполковник Сьюард подали в отставку, майор Ледли стал полковником, капитан Чарльз Стюарт стал подполковником, а адъютант Генри Стоун — майором.
С 6 по 20 сентября полк стоял в лагере около Дарнстауна. Оттуда он был переправлен в бригаду Альфеуса Уильямса. В декабре бригаду переместилась в Ханкок, штат Мэриленд, и она простояла там до 17 февраля 1862 года. Там полк был пополнен новыми ротами, а сам полк был переформирован в 3-й Легкоартиллерийский полк.